# Baal-Azor II
Baal-Azor II, o Baalmanzor II, (... – 840 a.C. o 848 a.C.) è stato un re di Tiro e di Sidone.

## Regno
Regnò 6 anni secondo Giuseppe Flavio e fu predecessore di Metten I, padre di Pigmalione durante il cui regno venne fondata Cartagine.